# Trachyliopus pauliani
Trachyliopus pauliani là một loài bọ cánh cứng trong họ Cerambycidae.